# Revisioned: Tomb Raider
Revisioned: Tomb Raider (stylisé Re\Visioned: Tomb Raider) est une mini-série d'animation pour adultes américaine en 10 épisodes de 5 à 7 minutes, créée par Ricardo Sanchez et diffusée entre le 10 juillet 2007 et le 13 novembre 2007 sur le service GameTap.
Il s'agit de la première adaptation animée de la franchise de jeux vidéo Tomb Raider, ainsi que la première sous forme de série. Produite à l'occasion du 10e anniversaire de la franchise, il s'agit d'une anthologie suivant Lara Croft dans plusieurs aventures écrites et réalisées par différents artistes et scénaristes de comic book.
Elle est inédite dans tous les pays francophones.

## Contexte
Revisioned: Tomb Raider est une anthologie, chaque épisode (en dehors de deux divisés en plusieurs parties) est indépendant et suit l'aventurière et archéologue Lara Croft dans une aventure écrite par un scénariste de comic book. Chaque épisodes dispose également de son propre style d'animation et graphique, la production ayant fait appel à un artiste de comic book différent pour chacun d'eux, afin qu'ils illustrent leurs vision du personnage.
Les scénaristes et artistes disposaient d'une liberté artistique mais devait suivre quelques directives d'Eidos Interactive et Crystal Dynamics concernant Lara Croft, afin que leurs portrait du personnage soit le plus fidèle possible.
L'actrice britanno-américaine Minnie Driver prête sa voix à Lara Croft dans tous les épisodes de la série.

## Épisodes
1. Keys to the Kingdom - Part 1 : Réalisé et écrit par Peter Chung
2. Keys to the Kingdom - Part 2 : Réalisé et écrit par Peter Chung
3. Keys to the Kingdom - Part 3 : Réalisé et écrit par Peter Chung
4. Revenge of the Aztec Mummy : Réalisé par David Álvarez (en) et écrit par Brian Pulido
5. Angel Spit - Part 1 : Réalisé par Cully Hamner et écrit par Warren Ellis
6. Angel Spit - Part 2 : Réalisé par Cully Hamner et écrit par Warren Ellis
7. Lara Croft: Legacy : Réalisé par Ivan Reis et écrit par Brian Pulido
8. Pre-Teen Raider : Réalisé par Six Point Harness et écrit par Gail Simone
9. Raising Thaumopolis : Réalisé par Louie del Carmen (en) et écrit par Michael A. Stackpole
10. A Complicated Woman : Réalisé par Jim Lee et écrit par Lee et Christos Gage (en)

## Projet de spin-off annulé
En 2021, Gail Simone dévoile que Warner Bros., dont GameTap appartenait à sa filiale Turner Broadcasting System, a envisagé à l'époque de produire une série d'animation basée sur l'épisode qu'elle a écrit, Pre-Teen Raider. Ce dernier met en scène Lara Croft pré-adolescente. Néanmoins, la scénariste ne précise pas la raison pour laquelle le projet n'a pas abouti.